# Reichsministerium für die besetzten Ostgebiete
Das Reichsministerium für die besetzten Ostgebiete (RMfdbO), auch als „Ostministerium“ (RMO) bezeichnet, war während des Zweiten Weltkriegs von 1941 bis 1945 die Zentralbehörde der nationalsozialistischen Zivilverwaltung der von der deutschen Wehrmacht besetzten Gebiete im Baltikum und der Sowjetunion. Das RMfdbO stand unter der Leitung des NS-Chefideologen Alfred Rosenberg und organisierte im Rahmen des Generalplans Ost für das Ostland und die Ukraine eine staatliche Ordnung auf rassenideologischer Grundlage. Vornehmliches Ziel des Ministeriums war die politische Germanisierung der besetzten Ostgebiete bei gleichzeitiger Vernichtung sämtlicher osteuropäischer Juden. Beginnend mit der Beteiligung an der T4-Aktion wurde das RMfdbO im Verlauf des Krieges – neben dem Reichssicherheitshauptamt (RSHA), dem Reichsministerium der Justiz und dem Auswärtigen Amt (AA) – eine zentrale nationalsozialistische Behörde für die organisierte Judenvernichtung. Das Ministerium wurde 1941 im Tiergartenviertel an der Rauchstraße 17/18 in Berlin eingerichtet.

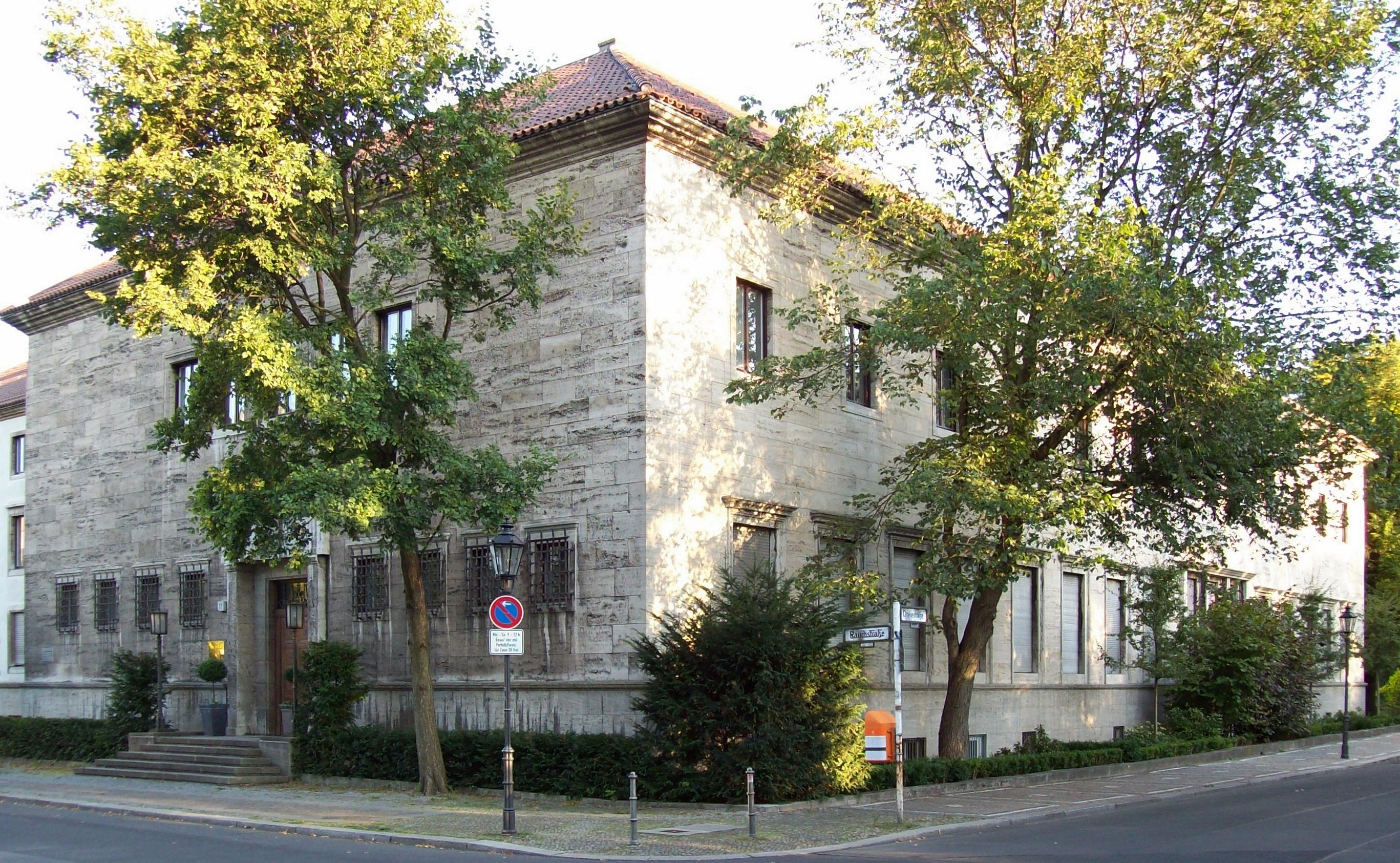
Rauchstraße 17/18: Ursprünglich als Gebäude der Jugoslawischen Gesandtschaft in Berlin eingerichtet, befand sich hier von 1941 bis Juni 1942 das RMfdbO. Seit 1995 ist das Gebäude Sitz der Deutschen Gesellschaft für Auswärtige Politik.

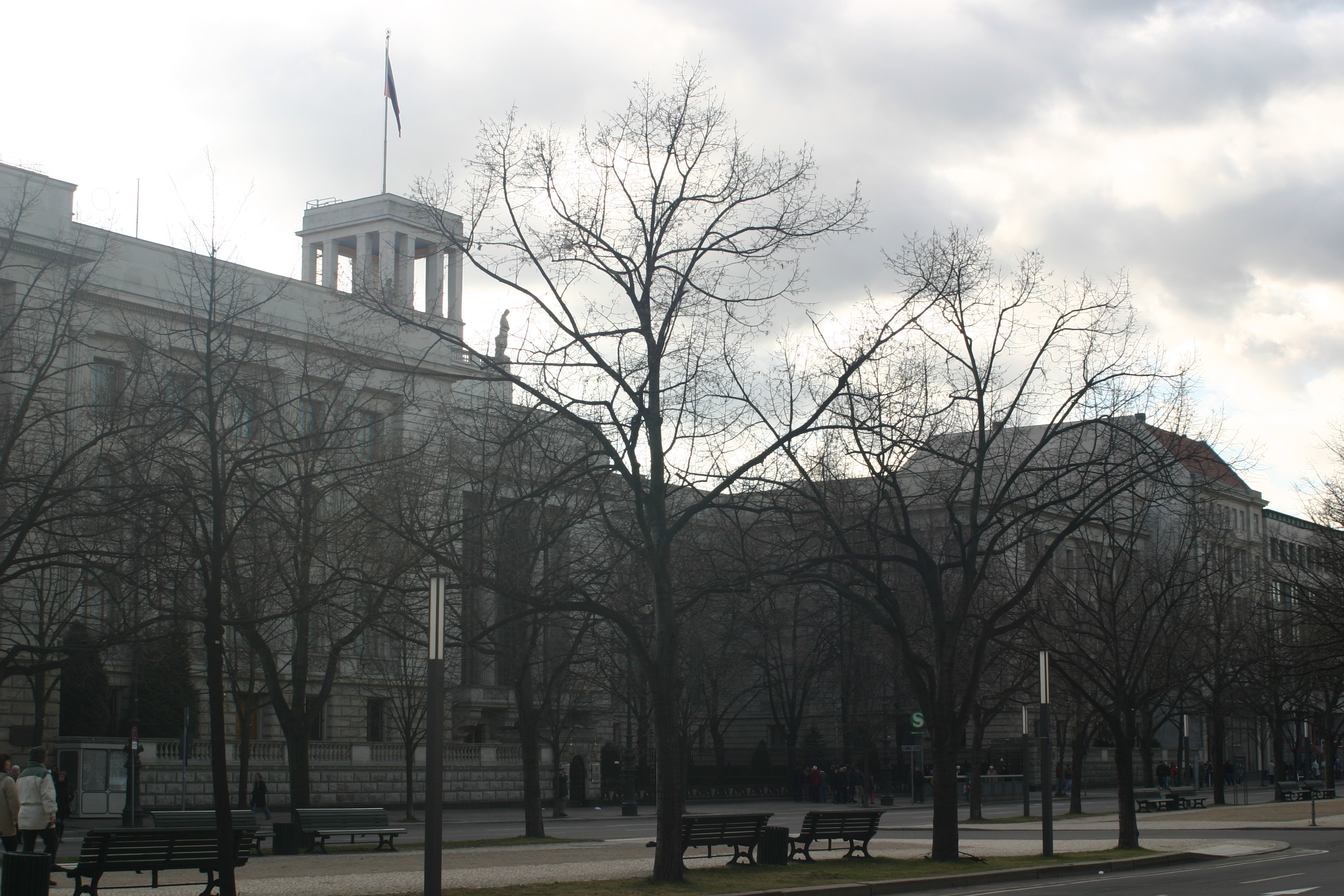
Unter den Linden 63: Dort, wo nach 1945 das neue Gebäude der Sowjetischen Botschaft gebaut wurde, befand sich ab Juni 1942 der Hauptsitz des Ostministeriums. Im Februar 1944 wurde das Gebäude bei einem Bombenangriff der Alliierten vollständig zerstört.

## Entstehungsprozess

### Erste Ankündigungen abseits der Öffentlichkeit
Der Auftakt zum Aufbau des RMfdbO erfolgte bereits im Frühjahr: Am 3. März 1941 kündigte Adolf Hitler erstmals gegenüber dem Oberkommando der Wehrmacht (OKW) an, dass der Aufbau eines „Ostministeriums“ geplant sei. Die Ankündigung fand in einem Gespräch mit Wilhelm Keitel statt, als sie sich über den Barbarossa-Plan unterhielten. Hitler hielt die politischen Aufgaben in den besetzten Ostgebieten für zu schwierig, um sie dem Heer zu überlassen. Am 26. März 1941 verfasste Reinhard Heydrich eine Notiz über eine Unterredung mit Reichsmarschall Hermann Göring. Heydrich hielt fest: „Bezüglich der Lösung der Judenfrage berichtete ich kurz dem Reichsmarschall und legte ihm meinen Entwurf vor, dem er mit einer Änderung bezüglich der Zuständigkeit Rosenbergs zustimmte und Wiedervorlage befahl.“ Aus der Notiz von Heydrich geht hervor, dass ihm bereits zu diesem Zeitpunkt bekannt war, dass Rosenberg als Chef einer Behörde zur Verwaltung der besetzten Ostgebiete vorgesehen war. Die Notiz fällt genau auf das Datum, als Rosenberg offiziell und persönlich die erste Abteilung der „Hohen Schule“ – das „Institut zur Erforschung der Judenfrage“ (IEJ) in Frankfurt am Main – eröffnete. Bei der Eröffnungsfeier war nicht, wie in Heydrichs Notiz, allein von „Lösung der Judenfrage“ die Rede, sondern es wurde bereits das eschatologisch anmutende Wort „Endlösung“ verwendet. So formulierte Klaus Schickert während der dreitägigen Feierlichkeiten in seinem Beitrag im IEJ über die Judengesetze in Südosteuropa: „Die Dinge treiben mit einer zunehmenden Geschwindigkeit ihrer Endlösung entgegen.“ Und am 29. März 1941 wurde Alfred Rosenberg im Völkischen Beobachter mit diesen Worten zitiert: „Für Europa ist die Judenfrage erst dann gelöst, wenn der letzte Jude den europäischen Kontinent verlassen hat.“ In den ersten beiden Monaten der Planungen des RMfdbO verwendeten führende Nationalsozialisten erstmals den Ausdruck „Endlösung der Judenfrage“ als eine weithin noch unbestimmt definierte Metapher. Dabei ließ der Chef der Reichskanzlei allen Reichsministern mitteilen, dass sämtliche Maßnahmen in den osteuropäischen Gebieten mit Rosenberg abzusprechen seien.
Am 2. April 1941, als die Vorbereitungen für den Angriff gegen die Sowjetunion auf Hochtouren liefen, fand ein Gespräch zwischen Rosenberg und Hitler statt. Rosenberg notierte dazu in seinem Tagebuch: „›Rosenberg, jetzt ist Ihre große Stunde gekommen!‹ Mit diesen Worten beendete der Führer heute eine zweistündige Unterredung mit mir. […] Der Führer entwickelte dann ausführlich die voraussichtliche Entwicklung im Osten, was ich heute nicht niederschreiben will. … Der Führer fragte mich über die soldatische und menschliche Psyche der Russen unter schwerer Belastung, über den jetzigen jüdischen Anteil in der Sowjetunion und anderes.“ […] „Zum Schluss sagte er: Für diese ganz russische Frage will ich bei mir ein Büro einrichten, und sie sollen es übernehmen. Arbeiten Sie nach allen Richtungen Richtlinien aus; was sie an Geld brauchen, steht Ihnen zur Verfügung.“ Hitler hatte für Rosenberg, fünf Tage nach seiner Anspielung auf „ein fernes Reservat“ für die Juden während seiner Eröffnungsrede im IEJ, ein „zentrales politisches Büro für die Ostarbeit“ vorgesehen, für dessen Errichtung Rosenberg nun als Leiter und bislang noch inoffizieller „Ostminister“ zu arbeiten begann.

### Personalrekrutierungen und Amtsgebäude
Allgemeine organisatorische Schwierigkeiten waren Rosenberg in der Gründungsphase des RMfdbO zumindest partiell bewusst. Am 11. April 1941 notierte er in seinem Tagebuch, dass er für den zu erwartenden Krieg gegen die Sowjetunion „mit einem Mangel an geeigneten Menschen“ für seine Behörde rechnete. Von den „3 000 Rußlandkennern“, die er in seinem Amt „gesammelt“ habe, sei nicht auszumachen, wie viele „wirklich einsatzfähig“ seien. Mit Blick auf den Generalplan Ost wurde Rosenberg am 20. April 1941 von Hitler geheim beauftragt, die zentralen Fragen des „Ostraumes“ zu bearbeiten. Noch am selben Tag erhielt seine Dienststelle per Führererlass den Titel „Dienststelle für die zentrale Bearbeitung der Fragen des osteuropäischen Raums“. Die nahezu identische Übernahme der vom APA vorgeschlagenen Bezeichnung und die Kennzeichnung seiner Behörde als eine „zentrale“ Institution für die Ostpolitik, zeigt, „dass die Kompetenz auf diesem Politikfeld noch immer Rosenberg und seinen Leuten zugesprochen wurde“.
Während der Aufbauphase des RMfdbO wurden Mitarbeiter aus Rosenbergs Außenpolitisches Amt der NSDAP (APA) und der Nordischen Gesellschaft eingesetzt. Ein Teil der Russlandexperten, die in das sich konstituierende RMfdbO berufen wurden, kamen zudem aus der Dienststelle Ribbentrop von Joachim von Ribbentrop. Am 21. April 1941 erhielt Rosenberg von der Reichskanzlei die Zusage, enge Mitarbeiter der betreffenden obersten Reichsbehörden rekrutieren zu dürfen. Dazu gehörten Vertreter des Auswärtigen Amts, des OKW, der Behörde des Vierjahresplans sowie des Reichswirtschaftsministeriums. Umfangreiche Rekrutierungen aus diesen Behörden durfte Rosenberg in der Folge indessen nicht selbst veranlassen.
Aufgrund des Personalbedarfs wurde zunächst das Gebäude des Außenpolitischen Amts der NSDAP in der Berliner Margaretenstraße 17 als Dienstsitz eingerichtet, wobei alle bisherigen Ämter des APA (mit Ausnahme der Ostabteilung unter Georg Leibbrandt und der Außenwirtschaftsabteilung unter Walter Malletke) in das Gebäude der „Dienststelle Rosenberg“ auf der Bismarckstraße 1 unterkamen. Aufgrund von zusätzlichem Platzbedarf erhielt Rosenberg am 5. Mai 1941 zudem die beschlagnahmte jugoslawische Botschaft in der Berliner Rauchstraße 17/18. Ende Juli 1941 kam noch die ehemalige sowjetische Handelsvertretung in der Lietzenburgerstraße 11 hinzu; ab Juli 1942, zum Jahrestag des Einmarsches der deutschen Truppen in die Sowjetunion, zudem die sowjetische Botschaft Unter den Linden 63 als Hauptsitz des RMfdbO.
In einer Denkschrift vom 7. April 1941 äußerte sich Rosenberg zu möglichen Stellenbesetzungen und zur Organisation in den zu besetzenden Ostgebieten. Für die dort geplanten Reichskommissariate sah Rosenberg Alfred Meyer als „Staatsminister“ vor. Noch im April 1941 wurde Meyer, der später Teilnehmer an der Wannseekonferenz war, „ständiger Vertreter“ von Rosenberg und Staatssekretär im Ostministerium.

### Politische Zielsetzungen und Spannungsfelder

#### Lösung der „Judenfrage“
Über Rosenbergs Gespräch mit Hitler vom 20. April 1941 schrieb der Historiker Manfred Weißbecker, dass in der Erwartungshaltung des bevorstehenden Krieges gegen die Sowjetunion nunmehr „die extremsten und militantesten Formen des nationalsozialistischen Antibolschewismus und Antisemitismus“ gefragt gewesen seien, wofür sich der Einsatz Rosenbergs in besonderem Maße angeboten hätte. Und Ernst Piper, der Biograf von Rosenberg, schrieb: „Mit Hilfe der Chronologie des Jahres 1941 läßt sich zeigen, wie sich Vorbereitung und Durchführung des Angriffs gegen die Sowjetunion, die erste Phase der Massenvernichtung von Juden und die erneute Positionierung von Alfred Rosenberg miteinander verwoben sind“. Am 29. April 1941 schrieb Rosenberg mit Blick auf die neu zu besetzenden Ostgebiete: „Eine allgemeine Behandlung erfordert die Judenfrage, deren zeitweilige Übergangslösung festgelegt werden muß (Arbeitszwang der Juden, eine Ghettosierung usw.).“ Vorausgegangen war eine Konferenz seines „Instituts zur Erforschung der Judenfrage“, an der auch Peter Heinz Seraphim von der Universität Göttingen teilnahm. Seraphim hatte erklärt, dass die deutschen Juden-Ghettos auf Dauer keine Lösung seien. Der Plan bestand darin, jüdische Bevölkerungsteile in die neuen Ostgebiete abzuschieben. Die zuvor von Rosenberg festgelegte „zeitweilige Übergangslösung“ wurde nur wenige Tage später von ihm konkretisiert. Am 7. Mai 1941 instruierte er den Reichskommissar Ukraine: „Die Judenfrage wird nach der selbstverständlichen Ausscheidung der Juden aus allen öffentlichen Stellen eine entscheidende Lösung erfahren durch Einrichtung von Ghettos.“ Am 18. September 1941 kam Hitler auf den Plan der Ost-Abschiebung zurück, wobei er erklärte, dass möglichst bald das „Altreich“ und „das Protektorat vom Westen nach Osten“ von Juden „geleert und befreit“ sein müsse.

#### Germanisierung
Parallel zur einsetzenden Judenvernichtung setzte Rosenberg noch vor dem Krieg gleichsam auf die kirchenpolitische sowie – gemäß seiner spezifischen Rassenideologie – religionspolitische Aufbauarbeit im Osten. Am 8. Mai bereitete er Instruktionen für die zukünftigen Reichskommissare vor. In diesen heißt es: „Kirchenpolitisch kann durch Toleranzedikte eine Freiheit des rein religiösen Glaubens gewährleistet werden ohne jede staatliche Verpflichtung.“ Hitler vertrat diesen von Rosenberg festgelegten kirchenpolitischen Standpunkt ebenfalls zu diesem Zeitpunkt. Umgesetzt wurde das Edikt im Dezember 1941. Rosenberg befürchtete nicht nur Probleme mit kirchlichen Institutionen, sondern den christlichen religiösen Kräften überhaupt. Von ihnen forderte er Toleranz, nicht umgekehrt. Aus seiner Perspektive stand ihm, wie dem Untertitel seines Hauptwerks „Der Mythus des 20. Jahrhunderts“ zu entnehmen ist, ein „seelisch-geistiger Gestaltenkampf“ in den Ostgebieten bevor – vor allem in rassisch-religiöser Hinsicht. Wer als zukünftig zu definierender „Arier“ nicht germanisiert werden wollte, sollte – eben weniger tolerant – „aus- oder umgesiedelt“ werden. Denn weiterhin schrieb Rosenberg in diesen Instruktionen: „Kulturpolitisch kann das deutsche Reich in vielen Gebieten nationale Kulturen und Wissenschaften fördern und ausrichten. In manchen Gebieten wird eine Aus- und Umsiedlung verschiedener Völkerschaften vorgenommen werden müssen.“ Beispielhaft für diese Denkweise stand das bereits 1941 einsetzende Großprojekt Aktion Ritterbusch, bei dem sich zahlreiche Ostforscher unter dem Vorzeichen „Kampf um Reich und Lebensraum“ dem „Kriegseinsatz der Geisteswissenschaften“ widmeten.

#### Kriegswirtschaft
Am 20. Juni 1941, zwei Tage vor dem Angriffskrieg gegen die Sowjetunion, ergänzte Rosenberg in einer Rede vor den „versammelten Dienststellen“ des RMfdbO, dass nun „die harte Notwendigkeit der Evakuierung“ von russischen Bevölkerungsteilen in der Ukraine bevorstehen würde. Und diese Evakuierung würde zwar „starke Charaktere“ seitens der Nationalsozialisten erfordern, aber eine „harte Notwendigkeit“ sein, „die außerhalb jeden Gefühls steht“. Und: „Wir sehen durchaus nicht die Verpflichtung ein, aus diesen Überschußgebieten das russische Volk mitzuernähren.“ Zwar hatte Rosenberg bei seiner Rede noch die Germanisierung im Blick, aber er setzte – in dieser Hinsicht ohne Rücksicht auf die Ermordung von potentiellen, russischen „Ariern“ im Sinne seiner Rassenideologie – in den ersten Jahren auf die angebliche Notwendigkeit der gewaltsamen Eroberung: „Zweifellos wird eine sehr umfangreiche Evakuierung notwendig sein, und dem Russentum werden sicher sehr schwere Jahre bevorstehen. Inwieweit dort Industrien noch erhalten bleiben sollen, ist einer späteren Entscheidung vorzubehalten.“ Hinsichtlich der Kriegswirtschaft hatte das Ostministerium während seines Entstehungsprozesses zunächst allem Anschein nach keine Abstimmungsprobleme. Anfang Juli 1941 erhielt Rosenberg Besuch von Fritz Todt, der als Reichsminister für Bewaffnung und Munition einen Teil der Kriegswirtschaft leitete. Wie Rosenberg 1946 schriftlich festhielt, gestalteten sich die Abstimmungen zu „beidseitiger Zufriedenheit“. Thema des Gesprächs von Todt und Rosenberg war der Einsatz von Technikern im Osten. Am 4. Juli 1941 nahm ein Vertreter von Rosenberg an einer Besprechung teil, bei der über die Verwendung und den Arbeitseinsatz von sowjetischen Kriegsgefangenen verhandelt wurde. Im Bericht seines Vertreters ist zu lesen: „Nach einleitenden Worten von Obstlt. Dr. Krull wurde von Abt. Kriegsgef. (Obstl. Breyer) dargelegt, dass an sich ein Verbot des Führers bestände, russische Kriegsgefangene im Reich zum Arbeitseinsatz zu bringen; es sei aber damit zu rechnen, dass dieses Verbot mindestens gelockert würde.“ Und: „Der Besprechungsleiter faßte das Ergebnis dahingehend zusammen, daß von allen beteiligten Dienststellen die Forderung, die Kriegsgefangenen auch zum Arbeitseinsatz im Reich heranzuziehen, unbedingt vertreten und unterstützt wird.“ Teilgenommen hatten an diesem Gespräch – neben Rosenbergs Ostministerium – Hermann Göring als Beauftragter für den Vierjahresplan, das Reichsarbeitsministerium sowie das Reichsernährungsministerium.

#### Politik der Besänftigung
Im Spannungsfeld von Judenvernichtung und Kriegswirtschaft einerseits sowie Germanisierung andererseits hatte das RMfdbO stets die möglichen Probleme der Legitimität der neuen staatlichen Ordnung im Blick. Deshalb sollten insbesondere Gewalttaten in der zivilen Öffentlichkeit möglichst vermieden werden, die ein negatives Licht auf die deutschen Besatzer werfen könnten. Denn aus der ideologischen Perspektive des RMfdbO wurde der Krieg nicht primär gegen einen souveränen Staat, sondern gegen den „Jüdischen Bolschewismus“ geführt. Der Krieg wurde entsprechend dem rassenideologischen Diktum des RMfdbO nicht in erster Linie als gewaltsame Eroberung, sondern als eine wohlwollende Befreiung von Bevölkerungsteilen angesehen. Die als rassisch „nordisch“ zu bestimmenden Bevölkerungsteile sollten aus dieser Perspektive germanisiert, nicht aber nachhaltig beunruhigt werden. So bestimmte der Kriegsgerichtsbarkeitserlass vom 13. Mai 1941 bereits im Voraus, dass „Straftaten feindlicher Zivilpersonen“ nicht durch die Wehrmachtsjustiz, sondern durch eine eigens einzurichtende Gerichtsbarkeit zu ahnden seien. Besonders im Hinblick auf diese „Politik der öffentlichen Besänftigung“ des RMfdbO ergaben sich – trotz einmütiger Beschlüsse bei den gemeinsamen Entwicklungen des Generalplan Ost – in den ersten Monaten nach Kriegsausbruch mehrere Konflikte mit dem Reichssicherheitshauptamt (RSHA) von Heinrich Himmler, da die Politik des RMfdbO häufig an den Kriegsrealitäten vor Ort scheiterte. Auch Reinhard Heydrich schloss sich hierin Rosenberg an. Nachdem Rosenberg am 28. Juni 1941 Hitler einen Bericht über die Vorarbeiten hinsichtlich der mit den Ostgebieten zusammenhängenden Fragen vorgelegt hatte, schrieb Heydrich nur einen Tag später an die Chefs der Einsatzgruppen im Zusammenhang mit der bereits mündlich erteilten Weisung, „Selbstreinigungsbestrebungen“, das heißt Pogrome unter der jüdischen Bevölkerung, zu fördern. Diesen „Selbstreinigungsbestrebungen antikommunistischer oder antijüdischer Kreise in den neu zu besetzenden Gebieten“, so Heydrichs Weisung, sei „kein Hindernis zu bereiten“; sie seien vielmehr „allerdings spurlos auszulösen, zu intensivieren wenn erforderlich und in die richtigen Bahnen zu lenken“. Die mit Beginn des Krieges im Osten einsetzenden Massaker der Einsatzgruppen sind vor allem durch die im Reichssicherheitshauptamt erstellten Ereignismeldungen UdSSR umfassend dokumentiert. Ermordet wurden Hunderttausende von Menschen, über 90 Prozent davon Juden.

### Amtseinsetzung von Rosenberg als Ostminister
Zwar war Rosenberg bereits seit März 1941 faktisch als „Ostminister“ tätig, das Gespräch über die Amtseinsetzung erfolgte jedoch erst am 16. Juli 1941 nach einem gemeinsamen Mittagessen mit Hitler im Führerhauptquartier „Wolfsschanze“. Mit anwesend waren Professor Dr. med. Karl Brandt (Beauftragter für die Morde im Rahmen der Aktion T4), ein Vertreter von Heinrich Himmler (Vertreter des RSHA) sowie Otto Bräutigam (Verbindungsmann des RMfdbO zum Auswärtigen Amt). Wie aus dem angefertigten Gesprächsprotokoll hervorgeht, erklärte Hitler mit Blick auf die Ostgebiete, dass sie nun der Aufgabe gegenüberstehen würden, „den riesigen Kuchen unseren Bedürfnissen entsprechend aufzuteilen, um in der Lage zu sein, erstens, ihn zu beherrschen, zweitens, ihn zu verwalten und drittens, ihn auszubeuten.“ Während dieser Besprechung deutete Rosenberg gegenüber Hitler an, dass mithin ein rücksichtsloses Vorgehen in Aussicht genommen worden sei. Rosenberg legte während des Gesprächs wesentliche politische Ziele fest: endgültige Annexion des gesamten Baltikums, der Region der Wolgadeutschen, der Krim und Transkaukasiens; eine Politik zur Beherrschung, Sklavenarbeit der Kriegsgefangenen, Verwaltung und Ausbeutung der eroberten Gebiete; die Germanisierung sowie Befriedung, die mit den strengsten Methoden, auch der Verfolgung der jüdischen Zivilbevölkerung sowie der „Ausrottung von jedem, der uns im Weg steht“, erfolgen sollte. In seinen Letzten Aufzeichnungen schrieb Rosenberg über seine Ausrottungspolitik apologetisch: „Die mir mitgeteilten Erschießungen im Osten verstand ich als anfängliche, bei Unterdrückung kommunistischer Widerstände notwendige Maßnahme bzw. auch als örtliche Übergriffe, ohne einen wirklich gewollten Befehl des Führers anzunehmen.“
Am 17. Juli 1941 erklärte Rosenberg, dass er das Amt annehme. Per Führererlass wurde er noch am selben Tag offiziell zum „Reichsminister für die besetzten Länder Osteuropas“ ernannt, was zu diesem Zeitpunkt nur die engsten Hitler-Kreise wussten. Wie Andreas Zellhuber konstatierte, zeigte Rosenbergs Amtseinsetzung zum „Ostminister“ an, „dass es nun an die Verwirklichung des in den zwanziger Jahren entworfenen weltanschaulichen ‚Programms‘ ging“. Das RMfdbO war nun formal zuständig für die Verwaltung, Gesetzgebung und Rechtsetzung in den besetzten Ostgebieten. Schriftlich wurde der Auftrag fixiert, dass das Ministerium „die öffentliche Ordnung und das öffentliche Leben in den neu besetzten Ostgebieten wiederherzustellen und aufrechtzuerhalten“ habe. Ebenfalls am selben Tag verfasste Rosenberg eine Verordnung für die besetzten Ostgebiete. Diese Verordnung beinhaltete die Schaffung von Standgerichten zur „Aburteilung von Verbrechen“, die von „Nichtdeutschen“ im Osten begangen wurden. Den Standgerichten stand ein Polizeioffizier oder ein SS-Führer vor, der die Befugnis hatte, auf Todesstrafe oder Einziehung des Vermögens zu erkennen, ohne dass gegen diese Entscheidung Berufung eingelegt werden konnte. Der Generalkommissar hatte zudem das Recht, ein Urteil abzuändern. Auf diese Weise wurden die Entscheidungen der SS und dieser Standgerichte der Autorität eines Vertreters des RMfdbO unterworfen.

### Amtseinsetzung der Reichskommissare
Neben der organisatorischen Aufbauarbeit wurden zugleich die seit Sommer 1940 geplanten Maßnahmen zur Errichtung einer neuen politischen Ordnung in den zu besetzenden Ostgebieten schriftlich konkretisiert. Bereits am 13. März 1941 wurden die „Richtlinien auf Sondergebieten zur Weisung Nr. 21“ vom Chef des Oberkommandos der Wehrmacht (OKW) erlassen, denen zufolge in den rückwärtigen, eroberten Gebieten der Heeresgruppe Nord, Mitte und Süd drei Reichskommissariate im Baltikum, in Weißrussland und in der Ukraine zu bilden seien. Festgelegt wurde in diesen Richtlinien zudem, dass in den Reichskommissariaten jeweils ein Reichskommissar die politische und verwaltungstechnische Führung für den Aufbau einer „Zivilverwaltung“ zu übernehmen habe, während für die militärische Sicherung dieser Gebiete ein Wehrmachtbefehlshaber einzusetzen sei.
Eine erste Serie von Vorschlägen für die Personalbesetzungen hatte Rosenberg am 7. April und nochmals im Mai/Juni 1941 vorgestellt. Für das Reichskommissariat (RK) im Ostland sah er Hinrich Lohse vor, seinen langjährigen Verbindungsmann zur Nordischen Gesellschaft, und für das RK Ukraine zunächst seinen Jugendfreund Arno Schickedanz, später dann Herbert Backe. Ebenso wurde von ihm die Einrichtung von drei weiteren Reichskommissariaten in Erwägung gezogen: RK Muskowien mit Erich Koch, RK Kaukasus zunächst mit Backe, dann wiederum mit Schickedanz und ein RK Don-Wolga mit Dietrich Klagges. Die Planung eines RK Don-Wolga wurde bereits im Mai/Juni aufgegeben. Am 16. Juli 1941 wurden die Stellenbesetzungen von Hitler, Rosenberg und Hermann Göring, dem „Bevollmächtigten für den Vierjahresplan“, diskutiert. Gegen Rosenbergs Vorschlag in der Ukraine Fritz Sauckel als Reichskommissar einzusetzen, stellten sich sowohl Göring als auch Hitler. Beide setzten auf Koch. Im Gegenzug stellte sich Hitler bei der Planung für das RK Ostland auf die Seite von Rosenberg, indem auch er Lohse für geeignet hielt; allerdings auch Sauckel. Einen Tag später, am 17. Juli 1941, wurde dann die Entscheidung getroffen: Lohse wurde zum Reichskommissar für das Ostland und Koch zum Reichskommissar für die Ukraine ernannt. Während der Nürnberger Prozesse schrieb Rosenberg über die Stellenbesetzung von Koch und seinen Vorschlag von Sauckel apologetisch: „Leider wurde dieser Vorschlag abgelehnt, und der Führer akzeptierte, zum Schaden des Reiches, den Vorschlag Görings mit Koch.“ Rosenbergs spätere Begründung für seinen Vorschlag von Lohse fiel hingegen so aus: „Lohse selbst schien mir behäbig genug, um dort nichts zu überstürzen, und auch das persönliche Verhältnis schien eine gute Zusammenarbeit zu sichern. ›Ich will nichts anderes sein, als dein politisches Echo‹, betonte er.“

### Einrichtung der Reichskommissariate
Eine genauere Regelung für die Einrichtung der Reichskommissariate wurde am 17. Juli 1941 mit dem seinerzeit nicht publizierten „Erlaß des Führers über die Verwaltung der neu besetzten Ostgebiete“ getroffen. Aus diesem Erlass geht hervor, dass nach Abschluss der Kampfhandlungen die Verwaltungsaufgaben von der Militärverwaltung an die dem RMfdbO unterstellte „Zivilverwaltung“ übergehen. Die dem RMfdbO unterstehenden Reichskommissariate sollten entsprechend dem Erlass in Generalbezirke mit jeweils einen Generalkommissar an der Spitze, diese wiederum in Kreisgebiete mit Gebietskommissaren eingeteilt werden. Zudem wurde festgelegt, dass mehrere Kreisgebiete zu einem Hauptbezirk zusammengefasst werden können (geführt von einem Hauptkommissar). Der Erlass enthielt indessen in mehrfacher Hinsicht Beschränkungen für das RMfdbO. Denn erstens behielt sich Hitler das Recht vor, selbst die Reichs- und Generalkommissare einzusetzen, und zweitens blieben gemäß § 3 des Erlasses die ebenso festgelegten Regelungen für den „Beauftragten für den Vierjahresplan“ (Göring; Führererlass vom 29. Juni 1941) sowie für den „Reichsführer SS“ und „Chef der Deutschen Polizei“ (Himmler; Führererlass vom 17. Juli 1941) von den Befugnissen des RMfdbO unberührt. Insbesondere wurde durch diese Regelung das Recht des Ostministeriums eingegrenzt, den ihm unterstehenden Reichskommissaren Weisungen zu erteilen. Wörtlich ist dem Erlass zu entnehmen: „Die Reichskommissare unterstehen dem Reichsminister für die besetzten Ostgebiete und erhalten ausschließlich von ihm Weisungen, soweit nicht § 3 Anwendung findet.“ Und mit dem „Erlaß über die polizeiliche Sicherung der neu besetzten Ostgebiete“ vom selben Tag hatte Himmler die Möglichkeit, mit SS und Polizei jederzeit eingreifen zu können. Ferner gestand der Erlass vom 29. Juni 1941 Göring umfassende Eingriffsrechte zu, um vorgefundene Wirtschaftskapazitäten zum Ausbau der deutschen Kriegswirtschaft zu nutzen. Das RMfdbO musste entsprechend dem Erlass zudem in „enger Fühlung“ mit den obersten Reichsbehörden bleiben. Bei möglichen Konflikten entsprechend unterschiedlicher Zielvorgaben musste Hitlers Entscheidung über den Chef der Reichskanzlei, also von Martin Bormann bzw. Hans Heinrich Lammers, eingeholt werden. Die Interessen des RMfdbO konnten aufgrund der Regelungen vor allem mit den Bereichen Militär (OKW, OKH), Kriegswirtschaft (Göring, Todt), RSHA und Polizei (Himmler) sowie Propaganda (Goebbels) kollidieren.
In direkter Folge des Gesprächs vom Vortag, 16. Juli 1941, und dem Erlass von Hitler, übernahm Himmler bei der Ausdehnung der Morde an der jüdischen Zivilbevölkerung die Initiative. Hatte das NS-Regime bis zum Tag von Rosenbergs Amtseinsetzung zum Ostminister und des Erlasses für Himmler eine eher terroristisch angelegte Mordkampagne durchgeführt, so setzte nun das Genozid-Programm im großen Stile ein. In den beiden eingerichteten Reichskommissariaten agierten mit Wissen der Zivilverwaltung – durch gezielt provozierte Pogrome oftmals mit Unterstützung der ansässigen Bevölkerung – die Einsatzgruppen A und B im „Ostland“ sowie C und D in der „Ukraine“. Durch sie wurden die meisten Juden in diesen Gebieten bis 1943 ermordet. Der Genozid hatte einen derart großen Vorschub bekommen, dass bereits im Sommer 1943 die letzten Juden-Ghettos aufgelöst waren. In dieser Hinsicht stimmten die Interessen von Rosenberg und den Reichskommissaren vor Ort mit denen von Himmler überein. Bereits am 20. Juli 1941 hatte Rosenberg die so genannte „Braune Mappe“ herausgeben lassen, in der die allgemein delegierten Ziele des RMfdbO an die Reichskommissare festgelegt wurden. Bezogen auf das „Ostland“ schrieb er: „Ziel eines Reichskommissars für Estland, Lettland, Litauen und Weißruthenien muß es sein, die Form eines deutschen Protektorats zu erstreben und dann durch Eindeutschung rassisch möglicher Elemente, durch Kolonisierung germanischer Völker und durch Aussiedlung nicht erwünschter Elemente dieses Gebiet zu einem Teil des Großdeutschen Reiches umzuwandeln.“

## Krieg und Völkermord

### Europäische Germanisierung versus Kriegswirtschaft
Das RMfdbO war über die aktuellen Kriegsgeschehnisse vor Ort stets informiert. Im Juli 1941 sendete Rosenberg zunächst seinen Adjutanten Werner Koeppen ins Führerhauptquartier (FHQ) zur „Wolfsschanze“, wo er sich bis März 1942 ständig aufgehalten hatte. Zweck dieser Sendung war, dass Rosenberg als Ostminister Vermerke und Vorschläge unmittelbar an Hitler weiterreichen lassen konnte und damit Rosenberg stets erfuhr, was im FHQ aktuell besprochen wurde. Der Schwerpunkt der Koeppen-Berichte lag bei den für Rosenberg primär wichtigen Mitteilungen über die Äußerungen zu den deutschen Planungen im Osten, über die Sowjetunion und ihre Bevölkerung. Aufgrund der eingerichteten Möglichkeit, direkt Vorschläge ins FHQ weiterleiten zu können, war das RMfdbO bei den kriegspolitischen Entscheidungen – insbesondere hinsichtlich der Berücksichtigung der allgemeinen Germanisierungsbestrebungen der Nationalsozialisten – unmittelbar beteiligt; zumal sich Hitler auf Rosenbergs diesbezügliche Sachkompetenz verlassen hatte.
Am 17. September 1941 lenkte das RMfdbO die Aufmerksamkeit Hitlers erneut auf die eigene Zielvorgabe der rassisch-religiösen Germanisierung der besetzten Ostgebiete. So ließ Rosenberg durch Koeppen eine Schrift über Deutsche Siedlungen in der Sowjetunion (Ukraine mit Krim) an Hitler überreichen, für die er sich laut Koeppen besonders interessiert hatte. Diese Schrift erhielt Hitler einen Tag, bevor Erich Koch im FHQ auftauchte und Hitler den Befehl zur Deportation aller europäischen Juden in die besetzten Ostgebiete gab – und zwar ohne die ursprünglich geplante Voraussetzung, den militärischen Sieg über die Rote Armee abzuwarten. Ein Ereignis vom 22. September 1941 macht dagegen deutlich, mit welchen Schwierigkeiten das RMfdbO im Spannungsfeld von Germanisierung und Kriegswirtschaft zu kämpfen hatte. Denn an diesem Tag kam es zu einem lautstarken Konflikt zwischen Erich Koch und Wilhelm Keitel, wobei Koch – der, wie das RMfdbO insgesamt, auch kriegswirtschaftliche Belange berücksichtigen musste – der Militärverwaltung vorwarf, dass sie die Ukrainer ungerechtfertigter Weise bevorzugen und falsch behandeln würde. Die Wehrmacht berief sich indessen auf die vom RMfdbO am 7. und 8. Mai verfassten Richtlinien über die Behandlung der Ukrainer, in der der Satz vorkommen würde, dass die Ukraine als „gleichberechtigtes Mitglied in die europäische Völkerfamilie“ aufgenommen worden sei. Das Beispiel macht erstens deutlich, dass das Militär die Vorgaben des RMfdbO berücksichtigte und somit zu dessen Legitimation beitrug, und zweitens, dass offenkundig situativ keine Klarheit vor Ort darüber existierte, ob entweder kriegswirtschaftliche Belange oder die Idee der Germanisierung zu berücksichtigen seien.
Das RMfdbO hielt jedoch unbeirrt an seiner Zielvorgabe der Germanisierung bereits während der Kampfhandlungen fest. Noch am selben Tag, 23. September 1941, ließ Rosenberg – wie nach Hitlers Erlass vom 17. Juli 1941 vorgesehen in (möglichen) Konfliktfällen – dem Chef der Reichskanzlei, Hans Heinrich Lammers, schriftlich mitteilen, dass in die Administration der besetzten Ostgebiete sprachen- und landeskundige Personen, insbesondere Deutschbalten, eingesetzt werden müssten. Auf diese Weise vollzog Rosenberg erneut eine symbolische Handlung in Richtung Germanisierung, die Hitler noch am selben Abend sehr beschäftigte. Koeppen gab Hitlers Worte für Rosenberg so wieder: „Der Führer kam dann wieder auf den russischen Volkscharakter zu sprechen und führte aus, dass die Ukrainer genau so faul, unorganisiert und nihilistisch-anarchistisch seien als [sic] wie die Großrussen. Hier von einem Ethos der Arbeit und der Pflicht zu reden, wäre vollkommen zwecklos; die Menschen würden das nie verstehen, da sie nur auf die Peitsche reagieren. Stalin sei einer der größten lebenden Menschen, da es ihm, allerdings auch nur durch härtesten Zwang, gelungen sei, aus dieser slawischen Kaninchenfamilie einen Staat zu schmieden.“ Hitlers Worte wiederum machen deutlich, dass ihn die Germanisierungsbestrebungen des RMfdbO angesichts der zu beachtenden kriegswirtschaftlichen Belange, die er ebenfalls berücksichtigen musste, in einen Zwiespalt brachten. Denn kurz nach diesen Ausführungen kam er – entsprechend seiner spezifischen politischen Religion – zudem auf seinen Gottesbegriff zu sprechen, indem er fortsetzte: „Der Führer sprach dann von der Kirche, und sagte, dass der Nationalsozialismus sich auf das schärfste vor irgendwelcher Nachäffung kirchlich-kultischer Gebräuche hüten müsse. Der nationalsozialistische Gottesbegriff könne nur auf den Natur- und Lebensgesetzen beruhen, soweit sie dem menschlichen Geist zugänglich sind. Nur wenn dieser Gottesbegriff mit der jeweiligen wissenschaftlichen Erkenntnis der Zeit in Einklang zu bringen sei und der Vernunft des deutschen Menschen nichts unvernünftiges zumute, sei er von Dauer, alles andere aber sei zwecklos und schädlich.“ Religiöse Gedanken, kirchenpolitische Abwägungen und rassenpolitische Zielsetzungen – all das, wofür das RMfdbO vornehmlich institutionalisiert worden ist – ließen Hitler trotz der sich kriegswirtschaftlich immer weiter verschlechternden Lage bis zum Kriegsende 1945 nicht mehr los.
Wie unverhältnismäßig strikt dieser Widerstreit zwischen Kriegswirtschaft und Germanisierung von Seiten des RMfdbO zugunsten der Germanisierung aufgelöst werden sollte, macht nicht zuletzt die am 30. Oktober 1941 von Rosenberg einberufene „Ministersitzung“ deutlich, an der neben Reichsorganisationsleiter Robert Ley auch die Minister Fritz Todt und Walther Funk sowie Vertreter anderer Ministerien teilnahmen. Thema der Besprechung war die „Landesplanung im Ostraum“ unter Berücksichtigung der Kriegswirtschaft. Allerdings war in dieser Besprechung weniger von Kriegswirtschaft die Rede, sondern es ging vielmehr darum, in welche Ostgebiete Menschen aus Deutschland zukünftig angesiedelt werden sollten.

### Politik der „Entbehrlichung“ in den besetzten Ostgebieten
Am 24. September 1941 offenbarte sich – trotz gleichsam „positiver Eroberungsmeldungen“ für die Nationalsozialisten aus der ukrainischen Stadt Kiew – erneut das Dilemma der Zielkonflikte. Otto Bräutigam, Verbindungsmann des RMfdbO zum Auswärtigen Amt sowie zum OKW und OKH, schrieb, dass eine „lange Aussprache mit Reichskommissar Lohse über seinen Konflikt mit dem Wehrmachtsbefehlshaber“ stattgefunden habe. Demzufolge beschränkte sich die Problematik der allgemeinen Zielkonflikte nicht allein auf das Reichskommissariat Ukraine (Erich Koch), sondern sie traten schon zu einem frühen Zeitpunkt auch im Reichskommissariat Ostland bei Hinrich Lohse in Erscheinung. Dessen scheinbar ungeachtet leistete Alfred Rosenberg gegenüber Hitler dennoch erfolgreich Überzeugungsarbeit, indem er ihm klarmachte, dass die Germanisierungsbestrebungen bezüglich der Ukrainer – noch vor den kriegswirtschaftlichen Belangen – von Bedeutung seien. Nach einem fünfstündigen Gespräch zwischen Hitler und Rosenberg am 29. September 1941 im FHQ billigte Hitler, wie Bräutigam festhielt, „die Ukrainepolitik“ des RMfdbO – „wenn auch in reservierter Form“. Noch am selben Tag, 29. September 1941, gab Rosenberg „Richtlinien“ für die der Ukraine gegenüber zu verfolgenden NS-Politik der so genannten „Entbehrlichung“ heraus. Allein bis zum Folgetag, 30. September 1941, wurden im Massaker von Babyn Jar insgesamt 33.771 jüdische Männer, Frauen und Kinder von SS- und Polizeieinheiten der Einsatzgruppe C ermordet.
Auch im Oktober 1941 wurde dem RMfdbO nicht deutlich, dass die verschärfte Politik der „Entbehrlichung“ zu einem ernsthaften Problem für die Kriegswirtschaft werden könnte – im Gegenteil. Am 4. Oktober 1941 versammelte Reinhard Heydrich alle Ministerien, „deren Zuständigkeit berührt“ wurde, – einschließlich des RMfdbO – zu einer interministeriellen Besprechung. Insbesondere gegenüber Leibbrandt, dem Vertreter des RMfdbO, beschwerte er sich, dass niemand daran denke, die für die Kriegswirtschaft erforderlichen Arbeitskräfte zu beachten. Für die vormals im System der Zwangsarbeit eingebundenen, nun liquidierten Juden, sei kein Ersatz mehr vorhanden. Doch weder das RMfdbO noch das RSHA interessierte sich für diese Belange primär. Nur einen Tag später, am 5. Oktober 1941, hielt Werner Koeppen für Rosenberg fest: „Der Reichsführer [Heinrich Himmler] war von einer ausgedehnten Reise aus der Ukraine zurückgekommen, die ihn von Kiew bis Nikolajew und Cherson geführt hatte. Er erzählte von seinen Eindrücken aus Kiew. Von Kiew sei lediglich ein Stadtteil vollkommen niedergebrannt, die Zahl der Bewohner sei aber noch sehr groß. Diese Bewohner machten durchweg einen schlechten proletarischen Eindruck, so man ›gut 80-90% von ihnen entbehren könne‹!“ Somit richtete sich diese Politik nunmehr nicht allein – wenn auch noch vornehmlich – gegen Juden, sondern auch gegen potentielle „Germanen“ bzw. „Arier“ im Sinne der Rassenideologie des RMfdbO. Was zu diesem Zeitpunkt und auch noch später zählte, war offenkundig der Blickkontakt, eine „Kunst des Auges“ und die daraus resultierende subjektive Einschätzung, ob Menschen als rassisch „wertvoll“ oder „minderwertig“ angesehen wurden.
Am 16. Oktober 1941 fügte Werner Koeppen in einer Notiz für Rosenberg folgende Randbemerkung an:
„In Anbetracht der außerordentlich scharfen und bestimmten Ausführungen des Führers über deutsche Siedlung und Germanisierung der besetzten Ostgebiete erscheint eine genaue Abgrenzung und Festlegung der Kompetenzen des Reichsministers für die besetzten Ostgebiete und des Beauftragten zur Sicherung des deutschen Volkstums durch den Führer und Reichsminister Dr. Lammers in kürzester Zeit unumgänglich nötig. Sonst erfolgt hier eine Unterhöhlung des Führerauftrages [über die Verwaltung der neu besetzten Ostgebiete] vom 17. Juli 1941, die das Reichsministerium für die besetzten Ostgebiete zu einer Nebensächlichkeit herabsinken lässt. Seine Aufgabe bestände dann noch darin, die in Reservaten zusammengepferchten Slawen möglichst bald zum Auswandern oder zum Absterben zu bringen. Alle irgendwie positiven Aufgaben, angefangen von Straßen- und Siedlungsbau, fallen sonst dem Beauftragten für die Förderung des deutschen Volkstums zu!“
Am 7. Februar 1942 verfasste Erhard Wetzel, „Judenreferent“ im RMfdbO, einen geheimen Bericht für Otto Bräutigam über eine Besprechung im Berliner RMfdbO über die Frage der rassischen Eindeutschung, insbesondere in den baltischen Ländern. An der Sitzung nahmen neben Vertretern des RMfdbO auch Vertreter der Dienststellen von Heinrich Himmler sowie der Rassenanthropologe Eugen Fischer vom Kaiser-Wilhelm-Institut teil. Dabei erwog das RMfdbO, „ob nicht durch die Industrialisierung des baltischen Raumes zweckmäßigerweise die rassisch unerwünschten Teile der Bevölkerung verschrottet werden könnten“. Für die ländliche Bevölkerung Polens behaupteten zudem Dienststellen Himmlers, dass es sich dort nur um „3 % rassisch wertvoller“ Menschen handeln würde, und dass es für die städtische Bevölkerung noch keine Zahlen gebe. Die Teilnehmer dieser Sitzung kamen zu dem Schluss, „daß bezüglich der Frage des Ostlandes vorher eine genaue Überprüfung der Bevölkerung zu erfolgen habe, die nicht als rassische Bestandsaufnahme firmiert werden dürfte, vielmehr als hygienische Untersuchung u. dgl. getarnt werden müsse, damit keine Unruhe in der Bevölkerung entstehe.“ An einer weiteren Besprechung am 13. März 1942 zum Thema Deportationen nahmen Erhard Wetzel, Adolf Eichmann und Franz Rademacher vom Auswärtigen Amt teil. Am 27. April 1942 setzte sich Erhard Wetzel – entgegen dem Vorschlag von Dr. Abel aus dem Reichssicherheitshauptamt der SS, die „russische Rasse“ zu „germanisieren“ – für die Durchführung einer Geburtenkontrolle ein. Noch am selben Tag ließ Rosenberg die Richtlinien für die besetzten Ostgebiete ergänzen. Tataren, Zigeuner und Menschen mit orientalischem Aussehen sollten ebenfalls ausgerottet werden. Diese Menschengruppen galten demzufolge dem RMfdbO – neben arbeitsfähigen Juden und Slawen – ebenfalls als „entbehrlich“.

### Beteiligung am Genozid der jüdischen Bevölkerung

#### Deportationen in die besetzten Ostgebiete
Nach Peter Longerich setzte der Genozid im großen Stile unmittelbar nach Rosenbergs Amtseinsetzung zum Ostminister am 17. Juli 1941 ein. Bereits Anfang August 1941 forderte Reichskommissar Hinrich Lohse, der neben Erich Koch einer der beiden zentralen Verwaltungsmitarbeiter des RMfdbO vor Ort war, von Rosenberg Anweisungen über die „Behandlung der Juden“ in seinem Gebiet. Weder sei auf Dauer ein Verbleib der Juden im Ostland denkbar, noch – entsprechend der Politik der Besänftigung des RMfdbO – eine Aufsehen erregende Deportation der jüdischen Bevölkerung. In dieser Konfliktsituation entsprechend der Ideologie und der Zielvorgaben des RMfdbO, erschien Lohse die Durchführung von „polizeilichen Maßnahmen“, das heißt Massenmorde vor Ort, zunächst als die einzige mögliche Lösung. Nur einen Monat später, im September 1941, wurden in Auschwitz erste Versuchsvergasungen durchgeführt.
Am 13. September 1941 übermittelte Georg Leibbrandt, Leiter der politischen Abteilung des RMfdbO, dem Beauftragten des RMfdbO beim OKW und OKH, Otto Bräutigam, Richtlinien für die Rundfunkpropaganda zur Vertreibung der Wolgadeutschen nach Sibirien. Nach Ansicht von Leibbrandt hätten „bolschewistische Machthaber“ Propagandasendungen über die Gewalttaten des NS-Regimes nach Großbritannien und in die USA ausgestrahlt und Kalinin würde alle Wolgadeutschen nach Sibirien abschieben wollen, wofür „das Judentum in den im deutschen Machtbereich liegenden Gebieten […] vielfach bezahlen“ werde. Und er kündigte ferner zur Strafe an, dass „die Juden Zentraleuropas ebenfalls in die östlichen der von der deutschen Verwaltung gelenkten Gebiete abtransportiert werden.“ Der vom RMfdbO verhandelte Vorschlag, sämtliche „Juden Zentraleuropas“ in die besetzten Ostgebiete zu deportieren, wurde in der unmittelbaren Folge tatsächlich durchgeführt. Denn kurze Zeit später – nach anfänglichen Transportschwierigkeiten und einer diesbezüglichen Anordnung Hitlers vom 18. September 1941 – fanden die Massendeportationen statt. Ebenfalls am 18. September 1941, also am selben Tag von Hitlers Befehl der Deportation aller europäischen Juden in die besetzten Ostgebiete, hielt sich Reichskommissar Erich Koch, ebenfalls zentraler Mitarbeiter des RMfdbO vor Ort, im Führerhauptquartier (FHQ) auf. Werner Koeppen, Rosenbergs Adjutant im FHQ, schrieb: „Die Stimmung im FHQ ist für Koch sehr günstig, alle halten ihn für den geeigneten Mann und ›zweiten Stalin‹, der seine Aufgabe auf das beste lösen wird.“ Und ebenfalls an diesem Tag ließ Werner Koeppen über Martin Bormann eine Ausarbeitung Rosenbergs über Nationalsozialismus und Christentum an Hitler weiterreichen. Vorausgegangen waren Proteste der christlichen Kirchen – nicht zuletzt – gegenüber dem nationalsozialistischen „Euthanasie“-Programm.
Nach einem Gespräch zwischen Hans Frank und Alfred Rosenberg am 13. Oktober 1941 wurden erstmals Gedanken über eine „Endlösung“ speziell im Generalgouvernement angestellt. Vorausgegangen war Franks Vorschlag, die „jüdische Bevölkerung des Generalgouvernements in die besetzten Ostgebiete“ zu deportieren, was Rosenberg für dieses Gebiet zu diesem Zeitpunkt ablehnte. In direkter Folge des Gesprächs setzte im Generalgouvernement eine Radikalisierung der Mord-Aktionen ein und bezüglich des „Reichsgebiets“ („Altreich“) begannen am 15. Oktober 1941 die Juden-Deportationen in die sowjetischen Gebiete. Die Judenpolitik des RMfdbO zielte im Oktober 1941 offenkundig darauf ab, dass die „Endlösung“ bezüglich des Generalgouvernements unabhängig von den vom RMfdbO verwalteten Reichskommissariaten autark erledigt werden müsse. Zudem macht nicht zuletzt dieses Beispiel deutlich, dass das RMfdbO mit Rosenberg über das Machtpotential verfügte, die europäischen Judenmorde im großen Stile sowohl örtlich als auch zeitlich entscheidend mit zu delegieren. Am 21. Oktober 1941 fiel bei einer Sitzung in Lemberg der Name von Rosenberg, bei der auf sein Gespräch mit Hans Frank Bezug genommen wurde. Aus dem Protokoll geht hervor, dass der Leiter der Hauptabteilung der Regierung des Generalgouvernements, Eberhard Westerkamp, bekanntgegeben hatte, dass die „Isolierung der Juden von der übrigen Bevölkerung schnell und so weit wie möglich“ durchzuführen sei, weil Rosenberg „die Hoffnung“ auf Abschiebung der Juden zunichtegemacht hätte.

#### Durchsetzung der Besänftigungspolitik
Spätestens am 25. Oktober 1941 erhielten die Politik der Besänftigung und die Politik der Entbehrlichung des RMfdbO eine gemeinsame systematische Klammer. An diesem Tag schickte Erhard Wetzel, „Judensachbearbeiter“ in der Politischen Abteilung des RMfdbO unter Otto Bräutigam, einen Brief nach Riga an Reichskommissar Hinrich Lohse. Dieser Brief, der so genannte Gaskammerbrief, dokumentiert erstmals schriftlich die Verbindung zwischen der T4-Aktion und dem Genozid an der jüdischen Bevölkerung in Europa. Der Brief ist mit ein Beleg dafür, dass das RMfdbO nicht nur an der Judenvernichtung, sondern auch an den NS-Krankenmorden beteiligt war. Anlässe des Briefes waren, wie Wetzel schrieb, „sehr zahlreiche Erschießungen von Juden“ in Wilna. Ziel müsse es deshalb sein, eine geordnete Lösung jenseits der Öffentlichkeit durchzuführen, und Viktor Brack hätte sich bereits bereit erklärt, „bei der Herstellung der erforderlichen Unterkünfte [= Gaskammern] sowie der Vergasungsapparate mitzuwirken“. Nur zwei Tage später richtete im Reichskommissariat Ostland, in Sluzk, ein Polizeibataillon in der Stärke von vier Kompanien unter den dortigen Juden ein Blutbad an. Der Kommandeur hatte den Auftrag erhalten, die Stadt „von Juden freizumachen“. Der Gebietskommissar dagegen erhob schärfsten Protest und verlangte, die Aktion sofort einzustellen. Auch Polizeibeamte wurden von ihm in Schach gehalten. Später berichtet er an den Generalkommissar Wilhelm Kube in Minsk, der wegen der „bodenlosen Schweinerei“ gegen die beteiligten Offiziere Strafanträge bei Reichskommissar Hinrich Lohse stellte. Lohse nahm daraufhin schriftlichen Kontakt mit dem RMfdbO auf und formulierte die Bitte, dass „von höherer Stelle“ Sofortmaßnahmen ergriffen werden. Rosenberg schickte daraufhin den Bericht „mit dem Ersuchen um weitere Veranlassung“ an Reinhard Heydrich weiter. Und am 31. Oktober 1941 ersuchte Leibbrandt, Leiter der Politischen Abteilung im RMfdbO, in einem Brief an Reichskommissar Hinrich Lohse um umgehenden Bericht, nachdem „von Seiten des Reichs- und Sicherheitshauptamtes Beschwerde darüber geführt wird, dass der Reichskommissar Ostland Judenexekutionen in Libau untersagt habe.“ Erst 15 Tage später, am 15. November 1941, bestätigte Lohse in seiner Antwort an Leibbrandt, er habe „die wilden Judenexekutionen in Libau untersagt, weil sie in der Art ihrer Durchführung nicht zu verantworten waren“. Und Lohse fragte: „Ich bitte, mich zu unterrichten, ob Ihre Anfrage vom 31. Oktober als dahingehende Weisung aufzufassen ist, dass alle Juden im Ostland liquidiert werden sollen? Soll dieses ohne Rücksicht auf Alter und Geschlecht und wirtschaftliche Interessen (z. B. der Wehrmacht an Facharbeitern in Rüstungsbetrieben) geschehen? Weder aus den Anordnungen zur Judenfrage in der ›Braunen Mappe‹ noch aus anderen Erlassen konnte ich bisher eine solche Weisung entnehmen.“
Es wird deutlich, dass – offenkundig im Gegensatz zum RSHA – die Gebietskommissare, Generalkommissare und der Reichskommissar im Ostland sowie Reinhard Heydrich entsprechend der vom RMfdbO verordneten Politik der Besänftigung der Bevölkerung dachten und handelten. Die öffentlichen, „wilden“ Morde ließen sich aus der Sicht des RMfdbO nicht mit dem Germanisierungsvorhaben vereinbaren, da eine nachhaltige Unruhe in der Bevölkerung befürchtet wurde. So suchte das RMfdbO in den nachfolgenden Wochen dringlich nach einer „Endlösung der Judenfrage“ jenseits der Öffentlichkeit, insbesondere in den Reichskommissariaten. Indem Lohse die „wilden Judenexekutionen“ untersagte, folgte er zu diesem Zeitpunkt strikt weiterhin der von Rosenberg am 20. Juli 1941 herausgegebenen „Braunen Mappe“ und der vom RMfdbO verordneten Politik.
Spätestens am 5. November 1941 gab auch das Auswärtige Amt deutlich zu erkennen, dass es der Politik des RMfdbO folgte, indem es in einer „Sondersprachregelung Ost“ für die Ukraine festlegte: „Bezüglich eines künftigen kulturellen Eigenlebens und einer Selbstverwaltung der Ukraine soll etwas mehr Zurückhaltung geübt werden, als es bisher der Fall war. In geeigneter Weise kann ein gewisser Büßerstandpunkt herausgestellt werden; Motto: Ihr müsst jetzt für die Verbrechen Eurer Sowjetbonzen büßen. Dies ist vor allem deshalb notwendig, weil in diesem Winter Hungersnöte in den größeren und großen Städten unvermeidbar sein werden. Der Bevölkerung muss also stets vor Augen gehalten werden, dass die gegenwärtige Verschlechterung ihrer Lage ausschließlich Schuld der bolschewistischen Machthaber ist.“ Diese Regelung wurde genau an dem Tag erlassen, als die Deportationen nach Lodz abgeschlossen waren und eine neue Welle von Deportationen aus dem „Altreichsgebiet“ nach Riga, Kowno und Minsk einsetzte.

#### Bekanntgabe der Existenz des Ostministeriums

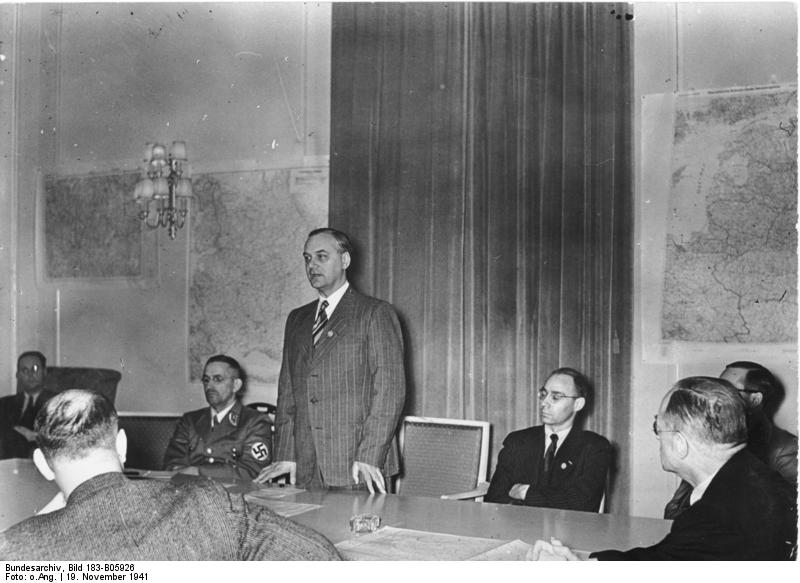
Während einer Pressekonferenz vom 19. November 1941: Anlässlich der öffentlichen Bekanntgabe seines Amts als Ostminister steht Rosenberg redend an einem Tisch. Links neben ihm sitzt sein Vertreter Alfred Meyer, rechts Wilhelm Weiß, Chefredakteur des VB und Leiter des Reichsverbands der Deutschen Presse.

Erst am 12. November 1941 wurde Rosenbergs Ernennung zum Reichsminister für die besetzten Ostgebiete öffentlich gemacht; ebenso die Bekanntgabe seines Stellvertreters Alfred Meyer sowie der Reichskommissare Erich Koch und Hinrich Lohse, da laut Joseph Goebbels „die Ämter schon lange wahrgenommen“ worden seien. Eine erste diesbezügliche öffentliche Andeutung hatte Rosenberg bereits am 27. Oktober 1941 gemacht, als er während eines Schulungslehrgangs aller „Gliederungen der NSDAP“ erläuterte, dass es sich im Osten praktisch um eine neue Regierung handele und nicht um eine Zivilverwaltung, und dass „wir … nicht mehr aus diesem Gebiet herausgehen wollen“. Die öffentliche Bekanntgabe des RMfdbO folgte indessen erst am 18. November 1941 in der Presse. Einen Tag zuvor, am 17. November 1941, teilte Rosenberg in einer geheimen Rede bei einem „Presseempfang“, bei dem niemand mitschreiben durfte, mit:
„Zugleich ist dieser Osten berufen, eine Frage zu lösen, die den Völkern Europas gestellt ist: das ist die Judenfrage. Im Osten leben noch etwa sechs Millionen Juden, und diese Frage kann nur gelöst werden in einer biologischen Ausmerzung des gesamten Judentums in Europa. Die Judenfrage ist für Deutschland erst gelöst, wenn der letzte Jude das deutsche Territorium verlassen hat, und für Europa, wenn kein Jude mehr bis zum Ural auf dem europäischen Kontinent steht. […] Und dazu ist es nötig, sie über den Ural zu drängen, oder sonst irgendwie zur Ausmerzung zu bringen.“
Nach Longerich entsprach die von Rosenberg geäußerte Bemerkung, dass die Massenmorde idealerweise jenseits des Ural stattfinden sollten, einer allgemeinen Vorstellung der Funktionäre des NS-Regimes zu diesem Zeitpunkt. Einen Tag nach der Rede von Rosenberg, am 18. November 1941, traf sich Otto Bräutigam, mittlerweile Leiter der Abteilung „Allgemeine Politik“ sowie Leiter der „Zentrale für die politische Unterstützung der Kriegführung im Osten“ im RMfdbO, mit Erich Neumann, wie Bräutigam in seinem Tagebuch festgehalten hatte. Neumann hatte später als Staatssekretär beim Beauftragten für den Vierjahresplan, Hermann Göring, an der Wannsee-Konferenz teilgenommen. Noch im selben Monat, im November 1941, lud Heydrich die Staatssekretäre aller beteiligten Ministerien für den 9. Dezember zur Beratung in das Haus am Wannsee ein. Der Termin für die Konferenz musste mit Rücksicht auf die Geschehnisse an der „Ostfront“ verschoben werden.
Wie schon einen Tag zuvor, hielt sich Rosenberg am 14. Dezember 1941 im FHQ auf. Rosenberg notierte für diesen Tag seine Worte, die er zuvor gegenüber Hitler geäußert hatte: „Ich stände auf dem Standpunkt, von der Ausrottung des Judentums nicht zu sprechen. Der Führer bejahte diese Haltung.“ Im Widerspruch dazu behauptete Rosenberg in seinen Letzten Aufzeichnungen: „Eine wörtliche Auslegung des Ausdrucks ›Vernichtung‹ oder ›Ausrottung‹ habe ich nicht für menschenmöglich gehalten.“ Die weitere Radikalisierung der Denkweisen führender Nationalsozialisten zu diesem Zeitpunkt zeichnete sich auch in den Worten von Himmler ab, der nur vier Tage später, am 18. Dezember 1941, dasselbe Wort Ausrottung in seinem Terminkalender notierte. Er schrieb: „Judenfrage – als Partisanen ausrotten“. Und Hitler am 1. Januar 1942: „Der Jude aber wird nicht die europäischen Völker ausrotten, sondern er wird das Opfer seines eigenen Anschlags sein.“ Neben den systematischen Vernichtungsaktionen, an denen sich die Beteiligung des RMfdbO im Winter 1941/42 immer deutlicher abzeichnete, machte Rosenberg zum Beispiel noch am 18. Dezember 1941 Hitler den Vorschlag, bei einem Fall von Erschießungen von hundert Geiseln „ausschließlich Juden“ dafür zu nehmen. Am 18. Dezember 1941 hielt das RMfdbO in einem Brief an Reichskommissar Hinrich Lohse fest, dass kriegswirtschaftliche Belange bei der einsetzenden „Endlösung der Judenfrage“ keine Rolle mehr spielen dürfen. Hatte sich Hinrich Lohse in seinem Schreiben an Leibbrandt am 15. November 1941 noch verunsichert gezeigt, so wurde ihm nun diese Unsicherheit genommen:
„Betrifft: Judenfrage. In der Judenfrage dürfte inzwischen durch mündliche Besprechungen Klarheit geschaffen sein. Wirtschaftliche Belange sollen bei der Regelung des Problems grundsätzlich unberücksichtigt bleiben. Im Übrigen wird gebeten, auftauchende Fragen unmittelbar mit dem Höheren SS- und Polizeiführer zu regeln. Im Auftrag gez. Bräutigam.“

#### Durchführung des koordinierten Massenmordes

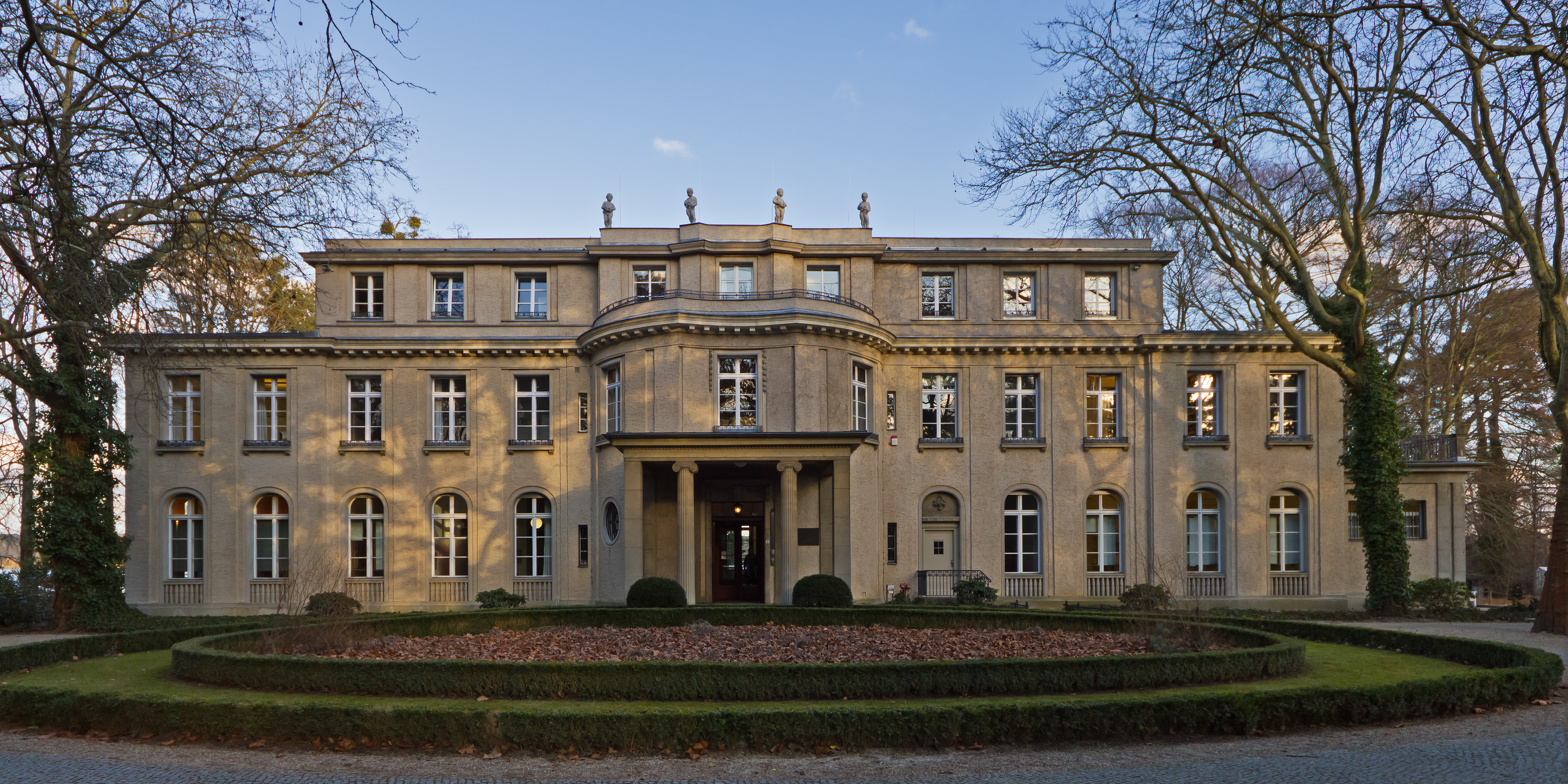
Am 20. Januar 1942 fand in dieser Villa die Wannsee-Konferenz statt. Das RMfdbO war die einzige NS-Behörde, die gleich mit zwei Vertretern teilnahm: Alfred Meyer und Georg Leibbrandt.

Am 20. Januar 1942 fand in Berlin die Wannsee-Konferenz statt, auf der 15 hochrangige Vertreter von nationalsozialistischen Reichsbehörden und Parteidienststellen die systematische Ermordung sämtlicher Juden in Europa verhandelten. Vom RMfdbO waren gleich zwei Mitarbeiter aus der obersten Verwaltungshierarchie Teilnehmer: Georg Leibbrandt sowie Alfred Meyer, seit April 1941 „ständiger Vertreter“ von Alfred Rosenberg. Im Zusammenhang mit der auf dieser Konferenz besprochenen „verschiedenen Arten der Lösungsmöglichkeiten“ vertrat Alfred Meyer – gemeinsam mit Josef Bühler – den Standpunkt, „gewisse vorbereitende Arbeiten im Zuge der Endlösung gleich in den betreffenden Gebieten selbst durchzuführen, wobei jedoch eine Beunruhigung der Bevölkerung vermieden werden müsse“. Das RMfdbO betonte somit auch auf der Wannseekonferenz seinen stets wiederholten Standpunkt der Besänftigung der politisch zu germanisierenden Bevölkerung. Zudem legte das Ministerium fest, dass sowohl das Generalgouvernement als auch die beiden vom RMfdbO verwalteten Reichskommissariate Ostland und Ukraine unabhängig voneinander Vorbereitungen zu treffen haben, womit Meyer die allgemein akzeptierten Ergebnisse des Gesprächs zwischen Alfred Rosenberg und Hans Frank vom 13. Oktober 1941 wiederholte. Longerich merkte an, dass bezüglich der Position von Meyer und Bühler auf der Wannseekonferenz selbst noch keine Entscheidung getroffen worden sei.
Heydrichs Definition von „Endlösung“, dass Juden durch eine Kombination von Zwangsarbeit und Massenmorden vernichtet werden sollten, lag zu diesem Zeitpunkt nicht mehr im Interesse des RMfdbO, da es nicht zuletzt am 15. November 1941 in dem Brief an Lohse deutlich gemacht hatte, dass kriegswirtschaftliche Belange bei den Judenermordungen keine Rolle mehr spielen dürften. Deshalb kam Zwangsarbeit von Juden für das RMfdbO auch nicht mehr in Frage. Gänzlich im Gegensatz zur Position vom RMfdbO stand der Vorschlag des RSHA (das immer noch über eine Nachkriegslösung nachdachte), weil unter diesen Bedingungen die Germanisierungsbestrebungen des RMfdbO, dessen Hauptaufgabe, nicht durchgeführt werden konnten. Aus der rassenideologischen Perspektive Rosenbergs war der Höhepunkt der politisch-religiösen Konfrontation, die Apokalypse, gerade während des Krieges erreicht, nicht danach. Und entsprechend dieser Rassenideologie wurde vom RMfdbO nicht ein souveräner Staat zum eigentlichen Feind erklärt, sondern „der Jude“. Den klassischen Gedanken, dass vor allem Krieg zwischen den Staaten herrsche, sollte im Sinne der Politik des RMfdbO die zu beruhigende Ost-Bevölkerung sowie die deutsche Wehrmacht internalisieren.
Am 29. Januar 1942, neun Tage nach der Wannseekonferenz, fand die erste Nachfolgekonferenz statt. Zu diesem Treffen kamen 16 Teilnehmer in die Räume des RMfdbO auf der Berliner Rauchstraße 17/18, wobei das RMfdbO mit insgesamt 8 Teilnehmern vertreten war. Neben den Mitarbeitern des RMfdbO waren nachgeordnete Vertreter von Ministerien (RSHA, Justizministerium), der Parteikanzlei sowie des OKW Teilnehmer. Anwesend waren unter anderem Otto Bräutigam, Erhard Wetzel und Gerhard von Mende (RMfdbO), Friedrich Suhr (RSHA), Bernhard Lösener (Justizministerium), Albert Frey (OKW) und Herbert Reischauer (Parteikanzlei). Geleitet wurde die Sitzung von Otto Bräutigam. Ziel dieses Treffens war es, die auf der Wannsee-Konferenz gefassten Beschlüsse inhaltlich zu füllen und rechtlich zu präzisieren. Zentrales Thema dieser Konferenz war, wer fortan als „Jude“ zu gelten habe, und somit genau festzulegen, wer auszurotten sei. Das RMfdbO wollte den Juden-Begriff keinesfalls „zu eng“ definiert haben und betonte, die bislang geltenden Regelungen in den besetzten Gebieten würden ohnehin nicht ausreichen und müssten insofern „verschärft“ werden, als in Zukunft auch „Mischlinge“ als „Volljuden“ zu gelten haben. Diese Vorschläge wurden am Ende der Sitzung durchgesetzt. Die Konferenzteilnehmer einigten sich darauf, dass in sämtlichen besetzten Gebieten als „Jude“ zukünftig alle Angehörigen der jüdischen Religion zu gelten hätten, zudem eheliche und uneheliche Kinder aus Verbindungen, in denen ein Teil Jude war (also Kinder aus so genannten Mischehen), sowie auch nichtjüdische Ehefrauen von Juden. Die erforderlichen Entscheidungen vor Ort sollten, so der Beschluss, die „politisch-polizeilichen Organe und deren Sachverständige in Rassenfragen“ treffen. Diese Konferenz fand statt, als die ersten Deportationen zum KZ Theresienstadt einsetzten; und einen Tag bevor Hitler in seiner Rede im Berliner Sportpalast verkündete: „Wir sind uns dabei im Klaren darüber, daß der Krieg nur damit enden kann, daß entweder die arischen Völker ausgerottet werden oder daß das Judentum aus Europa verschwindet.“
Spätestens im Februar 1942 zeichnete sich der nunmehr europaweit einheitlich koordinierte Massenmord auch in der politischen Praxis des RMfdbO ab, wie der Schriftverkehr dieses Ministeriums deutlich macht. War wenige Wochen zuvor noch vom Verbot von „wilden Judenexekutionen“ die Rede, so sprach das RMfdbO zu diesem Zeitpunkt bereits von einem Verbot von „wilden Judenabschiebungen“ im großen Stile. Am 11. Februar 1942 teilte das RMfdbO Unterstaatssekretär Martin Luther, der als Vertreter des Auswärtigen Amtes bereits an der Wannsee-Konferenz teilgenommen hatte, mit, dass Marschall Ion Antonescu – der sich an diesem Tag in der Wolfsschanze aufgehalten hatte – 10.000 Juden bei Wosnoschensk über den Fluss geschickt habe und dass weitere 60.000 unterwegs seien. Hierauf ersuchte Luther Joachim von Ribbentrop durch Ernst von Weizsäcker, diese öffentlichen „wilden Judenabschiebungen“ zu unterbinden, da das RMfdbO wegen der Gefahr von Typhus Einwände erhoben habe. Typhus könne auftreten, wenn die (vom RMfdbO allgemein als zukünftige Germanen definierten und vorgesehenen) Rumänen die Kleidung toter Juden verkaufen würden. Da sich Ion Antonescu zunächst nicht an diese Weisung hielt, folgte am 13. März 1942 eine Besprechung zwischen Erhard Wetzel aus dem RMfdbO und Franz Rademacher vom Auswärtigen Amt, in deren Folge Adolf Eichmann am 14. März 1942 vor künftigen Sicherheitsmaßnahmen warnte. Am 12. Mai 1942 wurde diese Aktion endgültig eingestellt.

#### Skizze der weiteren Beteiligung bis 1945
1942

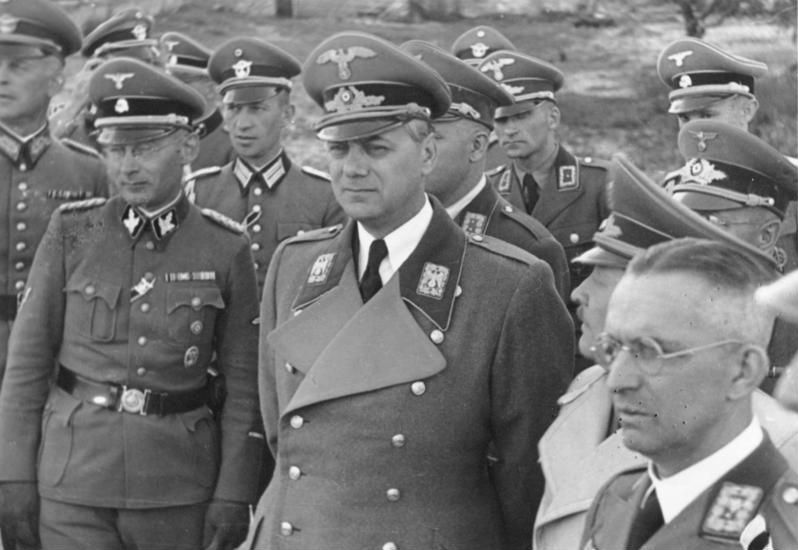
Ostminister Rosenberg (Mitte) während eines Besuchs im besetzten Kiew im Juni 1942. Ganz rechts im Bild sein Stellvertreter Alfred Meyer, zwischen den beiden halb verdeckt Erich Koch, Reichskommissar der Ukraine.

- In der Nachfolgezeit hatte das RMfdbO auch an den Nachfolgekonferenzen zur „Endlösung“ teilgenommen, die unter der Leitung von Adolf Eichmann durchgeführt wurden. Vertreter des RMfdbO war bei diesen Sitzungen Georg Leibbrandt.[113]
- Am 14. Februar 1942 und 23. Juli 1942 traf sich Otto Bräutigam mit Gerhard Rose, Initiator von verbrecherischen medizinischen Experimenten an KZ-Häftlingen.[114] Bereits am 27. März 1942 schrieb Joseph Goebbels in sein Tagebuch, es werde „ein barbarisches und nicht näher zu beschreibendes Verfahren angewandt, und von den Juden selbst bleibt nicht mehr viel übrig. Man könne wohl feststellen, dass 60 % davon liquidiert werden müssen, während nur noch 40 % in die Arbeit eingesetzt werden können. […] An den Juden wird ein Strafgericht vollzogen, das zwar barbarisch ist, das sie aber vollauf verdient haben.“[115]
- Das Reichsministerium wurde auch im Westen Europas tätig. Seine selbständige „Dienststelle Westen“, auch als „Amt Westen“ bekannt, raubte in der sogenannten M-Aktion Möbel und sonstige Einrichtungsgegenstände sowie wertvolle Textilien aus angeblich unbewachten jüdischen Wohnungen von geflohenen oder deportierten Juden in Frankreich und den Benelux-Ländern. Das Amt wurde am 17. April 1942 in Paris eingerichtet; von hier aus wurde weitere Abteilungen im ganzen Westraum geleitet. Der Leiter war Kurt von Behr.[116]
- Am 27. April 1942 setzte sich Erhard Wetzel vom RMfdbO in Reaktion auf eine von Wolfgang Abel veröffentlichte Schrift über die „russische Rasse“ für eine „selektive Geburtenkontrolle“ von Bevölkerungsteilen in den besetzten Ostgebieten ein.[117]
- Am 16. Juli 1942 schlug Alfred Meyer vom RMfdbO in einem Schreiben vor, dass Hitler allgemeingültig bestimmen solle, dass „jüdische Mischlinge“ mit auszurotten seien, um künftige Unsicherheiten in sonstigen NS-Dienststellen zu vermeiden.[118] Noch 1946 hatte Rosenberg gegenüber Meyer, der auch Teilnehmer an der Wannsee-Konferenz war, fadenscheinig seine besondere Wertschätzung zum Ausdruck gebracht: „Das war ein Nationalsozialist!“[119]
- Am 23. Juli 1942 erhält das RMfdbO von Hitler einen Brief, in dem die bereits Monate zuvor vom RMfdbO verfolgte Politik der Entbehrlichung gegenüber der slawischen Bevölkerung nun deutlich festgelegt wurde: „Die Slawen sollen für uns arbeiten. So weit wie sie nicht brauchen, mögen sie sterben.“[120]
- Am 31. Juli 1942 schrieb Wilhelm Kube an Hinrich Lohse, dem vom RMfdbO eingesetzten Reichskommissar im Ostland, ausführlich und detailliert, dass er in Weißrussland nach „eingehenden Besprechungen“ mit der SS „in den letzten 10 Wochen rund 55.000 Juden liquidiert“ habe.[121] Zum Kriegsende wurde dieser Brief im RMfdbO gefunden.[121]
- Am 21. August 1942 konstatierte Hitler im FHQ, dass „Menschenverachtung“ ganz allgemein ein Charaktermerkmal von Alfred Rosenberg sei.[122] Und am 8. Juni 1943 bezeichnete Hitler Rosenberg gleichsam als einen „der schärfsten Denker in Weltanschauungsfragen“.[123]
- Am 23. Oktober 1942 schrieb Leibbrandt an Wilhelm Kube einen Brief, aus dem hervorgeht, dass er „beschleunigt“ einen „Bericht über den Stand der Judenfrage im Generalbezirk Weißruthenien“ (Weißrussland) erwarte, da er „eine Regelung der Judenfrage so rasch wie möglich herbeizuführen beabsichtige“.[124] Am 23. November 1942 erhielt Leibbrandt die schriftliche Antwort, dass es im Bereich des Zivil-Kommissariats nur noch 30.000 Juden gebe und dass geplant sei, diese Zahl auf die Hälfte zu vermindern.[124]
- Am 21. Dezember 1942 erhoben sich bei Rosenberg die ersten Befürchtungen bezüglich der zu verantwortenden Gewalttaten des RMfdbO, indem er Fritz Sauckel mitteilte, dass „zur Erfüllung der befohlenen Kontingente Handhabungen ausgeschlossen werden, deren Duldung und Folgen eines Tages mir und meinen Mitarbeitern zur Last gelegt werden.“[125]

1943
- Am 19. April 1943 begann der Aufstand im Warschauer Ghetto. Am selben Tag berechnete der SS-Statistiker Richard Korherr: „Insgesamt dürfte das europäische Judentum seit 1933, also im ersten Jahrzehnt der nationalsozialistischen Machtentfaltung, bald die Hälfte seines Bestandes verloren haben. Davon ist wieder etwa nur die Hälfte, also ein Viertel des europäischen Gesamtbestandes von 1937, den anderen Erdteilen zugeflossen.“[126] Dieses Schreiben wurde später im Institut zur Erforschung der Judenfrage gefunden.[126]
- Am 15. Mai 1943 schrieb Eberhard von Thadden, „Judenreferent“ des Auswärtigen Amtes, an seinen Vorgesetzten Franz Rademacher, dass Gauleiter Wilhelm Kube „den Italienern eine Gaskammer gezeigt“ habe, „in der angeblich die Tötung der Juden durchgeführt würde. Die [italienischen] Faschisten sollen auf das Tiefste erschüttert gewesen sein. Herr Rademacher hat diesen Vorfall durch …, Adjutant von Reichsleiter Rosenberg, erfahren …“[127]
- Am 1. Juni 1943 berichtete der Generalkommissar aus Minsk (Weißrussland), Wilhelm Kube, dem Reichskommissar für das Ostland, Hinrich Lohse, dass der Strafanstaltsverwalter aus Minsk berichtet hatte, dass „516 deutsche und russische Juden getötet wurden und deshalb wertvolles Gold verloren ging, weil man es unterlassen hatte, die Goldfüllungen aus den Zähnen der Opfer rechtzeitig auszubrechen“. Am 18. Juni 1943 gab Reichskommissar Hinrich Lohse den Bericht an das RMfdbO weiter.[128]
- Am 13. Juli 1943 erklärte Rosenberg auf einer Besprechung im RMfdbO, an der auch sein Stellvertreter Alfred Meyer teilnahm, gegenüber Generalkommissar Wilhelm Kube und Gottlob Berger, Chef des SS-Hauptamtes und Verbindungsmann Himmlers zum RMfdbO, dass 22.000 Juden aus Minsk „umgesiedelt“ werden müssten. Fünf Wochen später wurde dieser Vorschlag von Himmler durchgeführt.[129] Bereits seit dem 13. Juni 1942 wurden die Begriffe „Umsiedlung“ bzw. „Aussiedlung“ als Tarnbegriffe für den Genozid verwendet.[130]

1944
- Am 14. Juni 1944 erteilte das RMfdbO die Anweisung, die so genannte Heu-Aktion durchzuführen. Da sich das RMfdbO stets gegen einen kriegswirtschaftlichen Einsatz von Juden ausgesprochen hatte und sich die Kriegslage immer weiter verschlechterte, wurden im Rahmen dieser Aktion nunmehr 40.000 bis 50.000 Jugendliche aus Weißrussland im Alter von zehn bis vierzehn Jahren erfasst, die zum großen Teil verschleppt und zur Zwangsarbeit in der deutschen Rüstungsindustrie gezwungen wurden.[131]
- Am 21. Juni 1944 hielten Rosenberg und Himmler Reden auf der NS-Ordensburg in Sonthofen. Himmler erklärte dabei vor Offizieren des Chefs Heeresrüstungsamt und Befehlshabern des Ersatzheeres und Allgemeinen Heeresamtes: „Es war die furchtbarste Aufgabe und der furchtbarste Auftrag, den eine Organisation bekommen konnte: der Auftrag, die Judenfrage zu lösen. Ich darf dies auch in diesem Kreis wieder in aller Offenheit mit ein paar Sätzen sagen. Es ist gut, dass wir die Härte hatten, die Juden in unserem Bereich auszurotten.“[132]
- Am 28. Juni 1944 versuchte das RMfdbO, weitere Staaten für sich gegen einen internationalen Kampf gegen Juden zu gewinnen, indem es für einen geplanten „antijüdischen Kongress“ in Krakau Einladungen z. B. an den Engländer John Amery und den Großmufti von Jerusalem verschickte. Das Projekt wurde einen Monat später endgültig aufgegeben.[133]
- Noch am 31. Oktober 1944 versuchte das RMfdbO, eine „Arbeitsgemeinschaft zur Erforschung der bolschewistischen Weltgefahr“ ins Leben zu rufen, um erneut „den Juden“ auf internationaler Ebene den Kampf anzusagen. Diese AG führte vom 31. Oktober bis zum 2. November in Prag eine erste (und zugleich letzte) Einsatzbesprechung durch.[134]

## Rezeption

### Geschichtsforschung
Die Ideologie, der Institutionalisierungsprozess, der Aufbau und die Strukturen des RMfdbO wurden nach 1945 in der noch jungen Bundesrepublik Deutschland über viele Jahrzehnte nicht zu einem eigenen, systematischen Forschungsgegenstand gemacht. Bei Reinhard Bollmus, der 1970 eine Schrift mit dem Titel Das Amt Rosenberg vorlegte, wurde das RMfdbO, nur am Rande thematisiert. Eine Kehrtwende vollzog sich erst im Jahre 2006 mit der Dissertation „Unsere Verwaltung treibt einer Katastrophe zu …“ von Andreas Zellhuber. In diesem Buch wurde auch erstmals deutlich auf die besondere Rolle des RMfdbO im Hinblick auf dessen Beteiligung bei der Judenvernichtung hingewiesen. Zum Zeitpunkt der Veröffentlichung dürfte die weitaus größte Zahl des einstmals mehrere Tausend Menschen umfassenden Mitarbeiterstabs des RMfdbO indessen bereits verstorben sein.

### Ehemalige Mitarbeiter
Im Jahre 1958 äußerte sich Constantin Graf Stamati, der im „Sonderreferat für Wissenschaft und Kultur“ des RMfdbO gearbeitet hatte, über den allgemeinen Mangel an Humanität in diesem Referat. Er konstatierte: „Das auf dem kulturpolitischen Sektor von einer Gruppe von Angestellten des Ostministeriums mit Unterstützung vieler anderer, human und fair empfindender Menschen Getane konnte leider nur wenig sein. Es gelang – um es mit wohl etwas zu viel Pathos auszudrücken –, einige Inseln der Humanität und Rechtlichkeit in einem Meer von Blut und Tränen zu schaffen – nicht mehr.“